# おひつじ座AU星
おひつじ座AU星（おひつじざAUせい、AU Arietis、AU Ari）は、おひつじ座の脈動変光星。半規則型変光星の一分類であるSRS型の代表とされる。

## 特徴
おひつじ座AU星は、SRS型に分類される半規則型変光星である。ヒッパルコス衛星の観測データから、変光していることがわかり、変光周期は6.12日とされ、2001年に正式に変光星として認められた。その後の分析では、変光周期は20.4日、或いは39.8日と求められている。光度曲線の振幅は、0.1等級以下である。SRSという変光星分類は、2001年に発行された変光星総合カタログの第76次変光星名一覧で、半規則型変光星の新たな細分類として加わった型で、変光周期が数日から1ヶ月程度と短い赤色巨星が分類される。変光周期は一通りではなく、変光幅は概ね0.3等未満とされる。おひつじ座AU星は、SRS型の代表星とされている。
おひつじ座AU星のスペクトル型は、M0とされる。質量は太陽の2倍程度、半径は太陽の150倍程度と見積もられる。

## 名称
「おひつじ座AU星」という名称は、変光星の命名規則に従って付与されたもので、おひつじ座で74番目の変光星であることを意味する。